# Brendan Hughes
Pour les articles homonymes, voir Hughes.
Brendan Hughes (16 octobre 1948 - 16 février 2008) est un républicain nord-irlandais, officier commandant de la Brigade de Belfast de l’Armée républicaine irlandaise provisoire.

## Naissance et famille
Brendan Hughes est né dans une famille républicaine catholique installée à Falls Road, à Belfast, en Irlande du Nord. Son cousin, Charles Hugues, fut officier commandant de la Compagnie D de la Brigade de Belfast pendant le couvre-feu de Falls et fut tué en mars 1971 par l’IRA officielle.

## Activités au sein de l’IRA
Hughes intégra les rangs de l’IRA en 1969 et rejoignit l’aile provisoire après la scission de l’année suivante. De 1970 à 1972, il fut impliqué dans plusieurs attaques visant des soldats britanniques et des braquages de banques destinés à financer le mouvement.
En tant qu’officier commandant de la Brigade de Belfast, il fut le principal organisateur du Bloody Friday, le plus grand attentat à la voiture piégée mené à Belfast. Le 21 juillet 1972, vingt-deux bombes explosèrent en divers endroits de la ville, tuant neuf personnes - dont deux soldats britanniques, un membre de l’Ulster Defence Association, deux adolescents et une mère de sept enfants - et en blessant cent trente autres. Il déclara ensuite au Boston College que l’opération avait été un fiasco: « Je me souviens que lorsque les bombes commencèrent à exploser, j’étais à Leeson Street, et je me dis “Il y a trop de monde ici”. Je pressentais qu’il y aurait des morts, soit parce que les Britanniques ne pourraient contrer autant d’explosions ou parce qu’ils s’accomoderaient d’un certain nombre de victimes. Je me sens un peu coupable de cela, nous n’avions pas l’intention de tuer qui que ce soit ce jour-là. Je regrette, j’ai beaucoup de regrets. Si c’était à refaire, je renoncerais. »

## Emprisonnement et évasion
Le 19 juillet 1973, Hughes fut arrêté sur Falls Road en même temps que Gerry Adams et Tom Cahill. Tous trois furent interrogés pendant plus de douze heures avant d’être transférés à la prison du Maze.
Le 8 décembre, Hughes s’évada caché dans un matelas enroulé, à l’arrière d’une benne à ordures, et passa clandestinement en république d’Irlande. Dix jours plus tard, il était de retour à Belfast sous une fausse identité, se faisant passer pour un représentant de commerce de jouets du nom d’Arthur McAllister. Il vécut cinq mois à Myrtlefield Park, près de Malone Road, d’où il aurait assumé les fonctions d’officier commandant de l’IRA à Belfast après l’arrestation d’Ivor Bell en février 1974.
Le 10 mai 1974, Hughes fut arrêté sur dénonciation. La perquisition de sa maison révéla la présence d’un pistolet mitrailleur, quatre fusils d’assaut, deux pistolets et plusieurs milliers de munitions. Il fut condamné à quinze ans de prison, auxquels vint s’ajouter une peine supplémentaire de cinq ans pour une agression sur un gardien de prison. Comme il fut condamné après le 1er mai 1976, il fut transféré vers les H-Blocks et perdit son statut de prisonnier politique. Il refusa de porter un uniforme de prison et se joignit au blanket protest. Il devint rapidement l’officier commandant des détenus, et, en mars 1978, organisa le dirty protest. 

## Grève de la faim
Contre l’avis du Conseil militaire de l'IRA, Hughes et six autres prisonniers républicains cessèrent de s’alimenter à compter du 27 octobre 1980. Après un peu plus d’un mois, le gouvernement britannique, alors présidé par Margaret Thatcher, revint sur son précédent refus de toute négociation et proposa un compromis sur les revendications des détenus. L’un d’eux, Sean McKenna, était à l’article de la mort et Brendan Hughes estimait que le gouvernement était de bonne foi. Il mit fin à la grève après cinquante-trois jours. Les propositions furent toutefois jugées décevantes par les prisonniers et Bobby Sands, contre l’avis de Hughes, entama une seconde grève de la faim le 1er mars 1981, suivi par vingt-deux autres détenus.

## Libération
Hughes fut libéré de prison en 1986 et retourna vivre à Belfast, où il fut un temps hébergé par Gerry Adams. Il fut nommé à l'Unité de sécurité interne de l'IRA et fut chargé de la liaison entre le Northern Command et les unités rurales de Tyrone et Armagh. En 1990, fit une apparition lors d'une conférence de presse de Batasuna, l'aile politique de l'ETA, pour demander l'amnistie de ses membres détenus par les autorités espagnoles. 
Il démissionna du Conseil militaire en 1994. À partir des années 2000, il devint de plus en plus critique vis-à-vis de la politique du Sinn Féin, accusant ses leaders d’avoir renoncé à leurs idéaux en échange du cessez-le-feu.
Souffrant de multiples ennuis de santé à la suite de sa grève de la faim, Hughes mourut le 16 février 2008, à l’âge de 59 ans.